# Дионисий (Ставридис)
Митрополит Дионисий (греч. Μητροπολίτης Διονύσιος, в миру Дионисиос Ставридис греч. Διονύσιος Σταυρίδης; 1852, Силиври, Османская империя — 29 марта 1913, Силиври, Османская империя) — епископ Константинопольской православной церкви; митрополит Силиврийский (1900—1913), ипертим и экзарх Фракии.

## Биография
Родился в 1852 году в местечке Деллионес (Δελλιώνες), предместье Константинополя, в Османской империи.
Служил секретарём митрополита Литицкого Иосифа, а в 1873 году митрополитом Дионисием (Харитонидисом) был хиротонисан во диакона. При перемещении митрополита Дионисия на Никейскую митрополию, последовал за ним и служил в качестве архидиакона. После избрания митрополита Дионисия патриархом Константинопольским, служил на Фенере в качестве патриаршего архидиакона.
20 октября 1888 года митрополитом Ксантийским Дионисием в патриаршем Георгиевском соборе хиротонисан во пресвитера.
23 октября 1888 года в патриаршем Георгиевском соборе митрополитами Никейским Иеронимом (Горгиасом), Анкарским Герасимом, Константием (Ставридисом), Ксантийским Дионисием (Кардарас), Сисанийским Афанасием (Полемисом) и Калиником был хиротонисан во епископа Элефтерупольского. В феврале 1889 года епископия была возведена в ранг митрополии, а управляющему поручен надзор за монастырём Икосифиниссис.
3 октября 1900 года был избран митрополитом Силиврийским.
Скончался 29 марта 1913 года в Силиврии.